# Ґерріт Баденгорст
Ґерріт Баденгорст (англ. Gerrit Badenhorst, нар. 10 жовтня 1962, Де-Аар, Північна Капська провінція) — колишній південноафриканський стронгмен. Відомий тим, що вісім разів переміг у змаганні за звання Найсильнішої людини Південної Африки що є найкращим скутком за всю історію змагання.

## Найкращі показники
- Вивага лежачи — 272.5 кг
- Присідання з вагою — 450 кг
- Мертве зведення — 402.5 кг
- Загальна кількість — 1,105 кг